# موسی رفان
موسی رِفان (زادهٔ ۱ خرداد ۱۳۳۷) نظامی و مدیر اجرایی ایرانی است، که اولین فرمانده نیروی هوایی سپاه پاسداران انقلاب اسلامی بود و در فاصله سالهای ۱۳۷۹  تا ۱۳۸۸ به‌عنوان مدیرعامل گروه مپنا فعالیت می‌کرد. وی در سال ۱۳۹۱ از سوی فرهنگستان علوم به عنوان یکی از هفت مهندس برجسته ایرانی و برجسته‌ترین مهندس برق ایران انتخاب شد.
رفان در خلال جنگ ایران و عراق از اعضای سپاه پاسداران بود.

## نشان‌های دولتی
| نشان                | درجه   | مدال | تاریخ دریافت | رئیس‌جمهور      | منبع        |
| ------------------- | ------ | ---- | ------------ | -------------- | ----------- |
| نشان لیاقت و مدیریت | درجه ۳ |      | ۴ اسفند ۱۳۷۹ | سید محمد خاتمی | [ ۳ ] [ ۴ ] |